# Cheated Hearts (film)
Cheated Hearts è un film muto del 1921 diretto da Hobart Henley. Prodotto e distribuito dalla Universal Film Manufacturing Company, aveva come interpreti Herbert Rawlinson, Warner Baxter, Marjorie Daw, Winter Hall, Murdock MacQuarrie, Anna Lehr, Al MacQuarrie e, nel ruolo di uno degli arabi, Boris Karloff.

La sceneggiatura di Wallace Clifton si basa su Barry Gordon, romanzo di William Farquhar Payson pubblicato a New York nel 1908.

## Trama
Barry e Tom Gordon, figli di un colonnello del Sud, sono entrambi innamorati di Muriel Bekkman, la figlia del loro tutore. Mentre Tom sembra avere qualche successo con lei, Barry si sente rifiutato anche perché non riesce a vincere la sua propensione per il bere, un'abitudine che ha ereditato dal padre, stroncato alla fine da quel vizio. Dopo avere lasciato la casa di famiglia, Barry si mette a viaggiare. Tre anni dopo, viene a sapere che suo fratello Tom, inviato in Marocco dal signor Beekman, è stato catturato dai predoni del deserto che lo tengono in ostaggio per un riscatto. Barry parte anche lui alla volta del Marocco e, a Tangeri, incontra i Beekman insieme a Kitty Van Ness. Quando rivede Muriel, i due confessano di amarsi ma Barry non vuole impegnarsi a causa di suo fratello. Giunto alla roccaforte dove i banditi tengono prigioniero Tom, Barry salva una ragazza del luogo, Naomi, dalla lascivia dei capo brigante ma, dopo avere favorito la fuga del fratello, viene a sua volta catturato. Naomi, riconoscente, lo fa fuggire. Il capo brigante resta ucciso e Naomi muore pure lei tra le braccia di Barry. Al suo ritorno, Muriel gli resta accanto, decisa ad aiutarlo a uscire dal tunnel del vizio.

## Produzione
Il film, prodotto dalla Universal Film Manufacturing Company, venne girato negli Universal Studios, al 100 di Universal City Plaza, a Universal City.

## Distribuzione
Il copyright del film, richiesto dalla Universal, fu registrato il 6 dicembre 1921 con il numero LP17325.

Distribuito dalla Universal Film Manufacturing Company, il film uscì nelle sale statunitensi il 12 dicembre 1921. Le prime proiezioni avvennero a New York (12 dicembre, a Brooklyn e 13 dicembre, a Broadway) e a Los Angeles (31 dicembre 1921).
Non si conoscono copie ancora esistenti della pellicola che viene considerata presumibilmente perduta.